# Петрара (Авелино)
Петрара је насеље у Италији у округу Авелино, региону Кампанија.
Према процени из 2011. у насељу је живело 91 становника. Насеље се налази на надморској висини од 244 м.